# Actinidia kolomikta
Actinidia kolomikta is een plant uit de kiwifamilie. De soort is verwant aan de kiwi (Actinidia chinensis) en de mini-kiwi (Actinidia arguta).
De klimplant wordt 2–4 m hoog en heeft slanke, paarsbruine stengels. De bladeren zijn hartvormig, grofgetand en 7,5–16 cm lang. Bij jonge planten zijn de bladeren groen met rode bladranden. Bij planten vanaf twee jaar oud worden de bladpunten wit en verkleuren ze later naar rozerood.
Het is een tweehuizige plant, de mannelijke en vrouwelijke bloemen komen op aparte planten voor. De plant bloeit van mei tot juni. De bloemen zijn circa 1 cm groot, wit en lichtgeurend. De vruchten zijn gelig, ovaal van vorm, 2,5 cm lang en zoet van smaak.
Actinidia kolomikta komt van nature voor in Japan, Noord-China en Mantsjoerije.

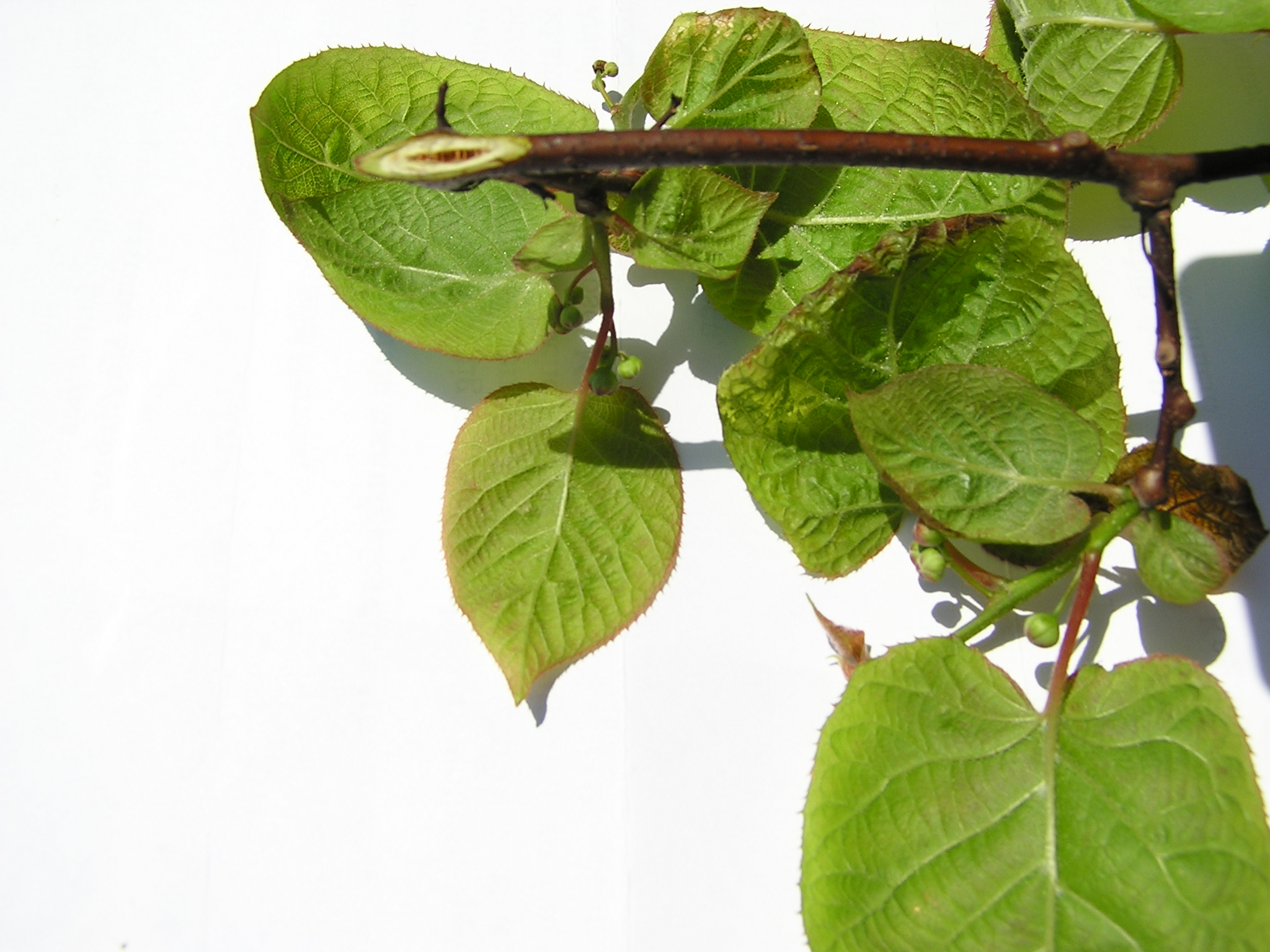
Stengel en onderkant van het blad
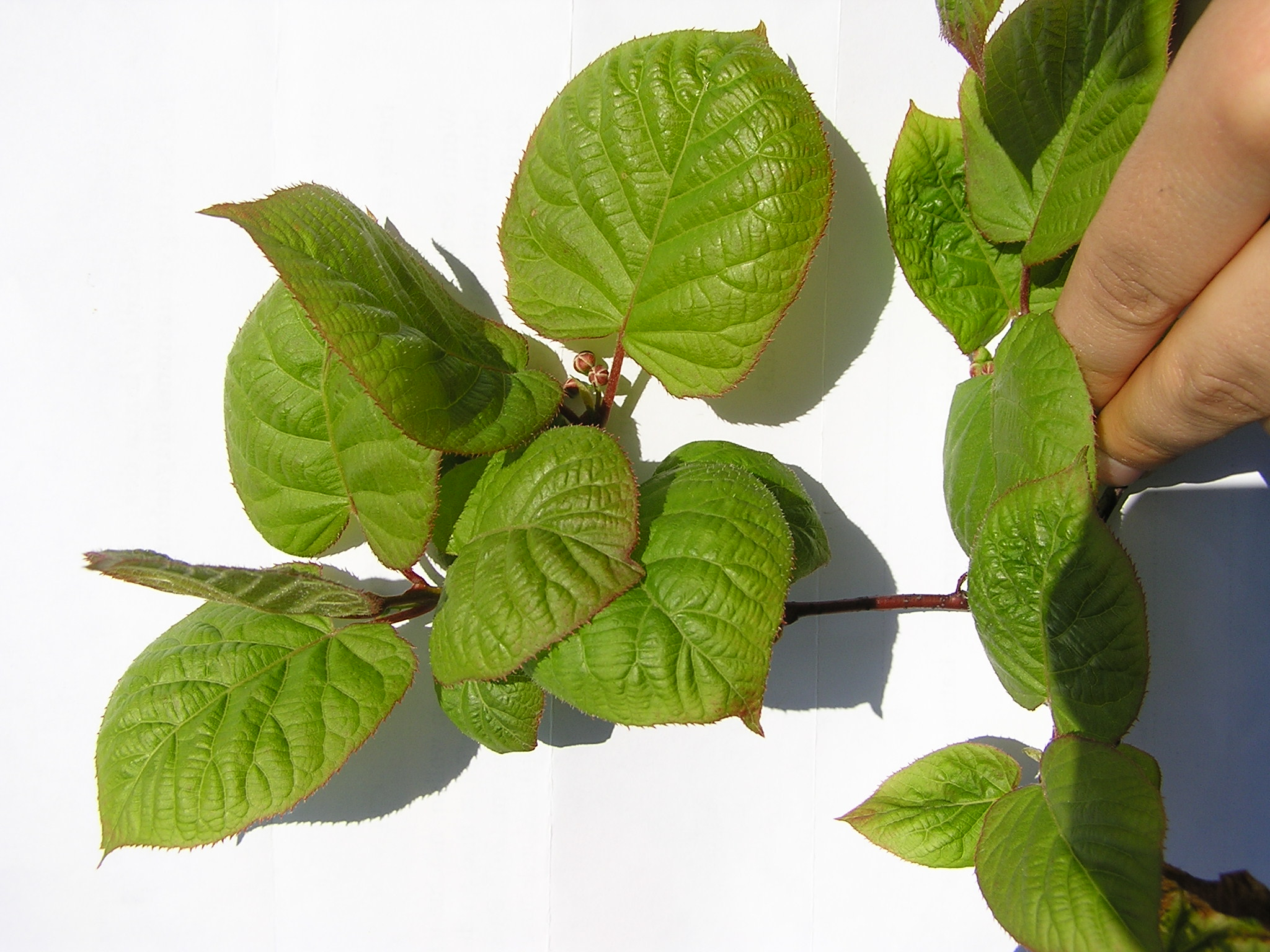
Stengel en bladeren

## Gebruik
De plant werd veredeld door Russische kweker Ivan Mitsjoerin. Zijn cultivar werd "ananas actinidie" genoemd. De vruchten van deze cultivar zijn kogelvormig of langwerpig van vorm. Ze hebben lengtegroeven De vrucht is rijp groen en zoetzuur van smaak.
Het is een zeer winterharde soort die temperaturen van −30 °C tot −40 °C kan overleven. In Europa is de plant rond het midden van de negentiende eeuw in cultuur genomen. Vaak wordt alleen de mannelijke vorm gekweekt vanwege de sierwaarde van het bontgekleurde blad.